# 潘帕馬卡區 (拉烏尼翁省)

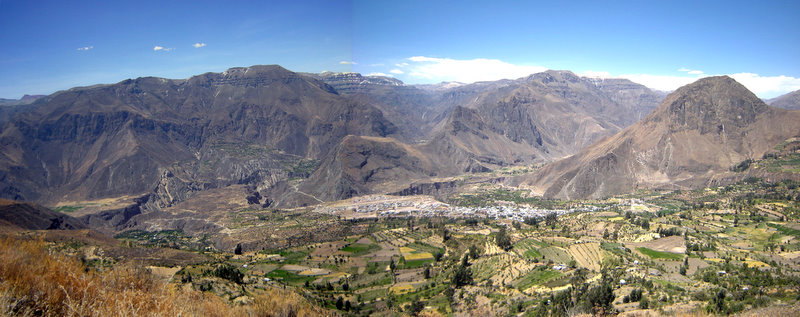

潘帕馬卡區（西班牙語：Distrito de Pampamarca），是秘魯的一個區，位於該國南部阿雷基帕大區的拉烏尼翁省，始建於1825年6月22日，面積782.17平方公里，海拔高度2,600米，2005年人口1,831，人口密度每平方公里2.3人。